# Чупров, Сергей Алексеевич
Серге́й Алексе́евич Чупро́в (род. 11 июля 1956) — советский и казахстанский футболист, полузащитник.

## Карьера
Начинал карьеру в клубе «Селенга» в 1975 году. В 1977—1979 годах играл в Первой лиге за «Уралмаш». Следующие 12 лет провёл в командах Казахской ССР «Восток» (1980—1986 — 224 игры, 29 голов) и «Экибастузец» (1987—1991 — 162 игры, 13 голов). В 1992 году подписал контракт с петропавловским «Металлургом». В 1993 году защищал цвета «Ажара». В 1994—1995 годах выступал за «Кокше». В 1996 году перешёл в «Енбек», в котором завершил карьеру.

## Достижения
- Бронзовый призёр Первой лиги (2): 1994, 1995